# Stâncești-Ohaba, Hunedoara
Stâncești-Ohaba este un sat în comuna Dobra din județul Hunedoara, Transilvania, România.

## Imagini

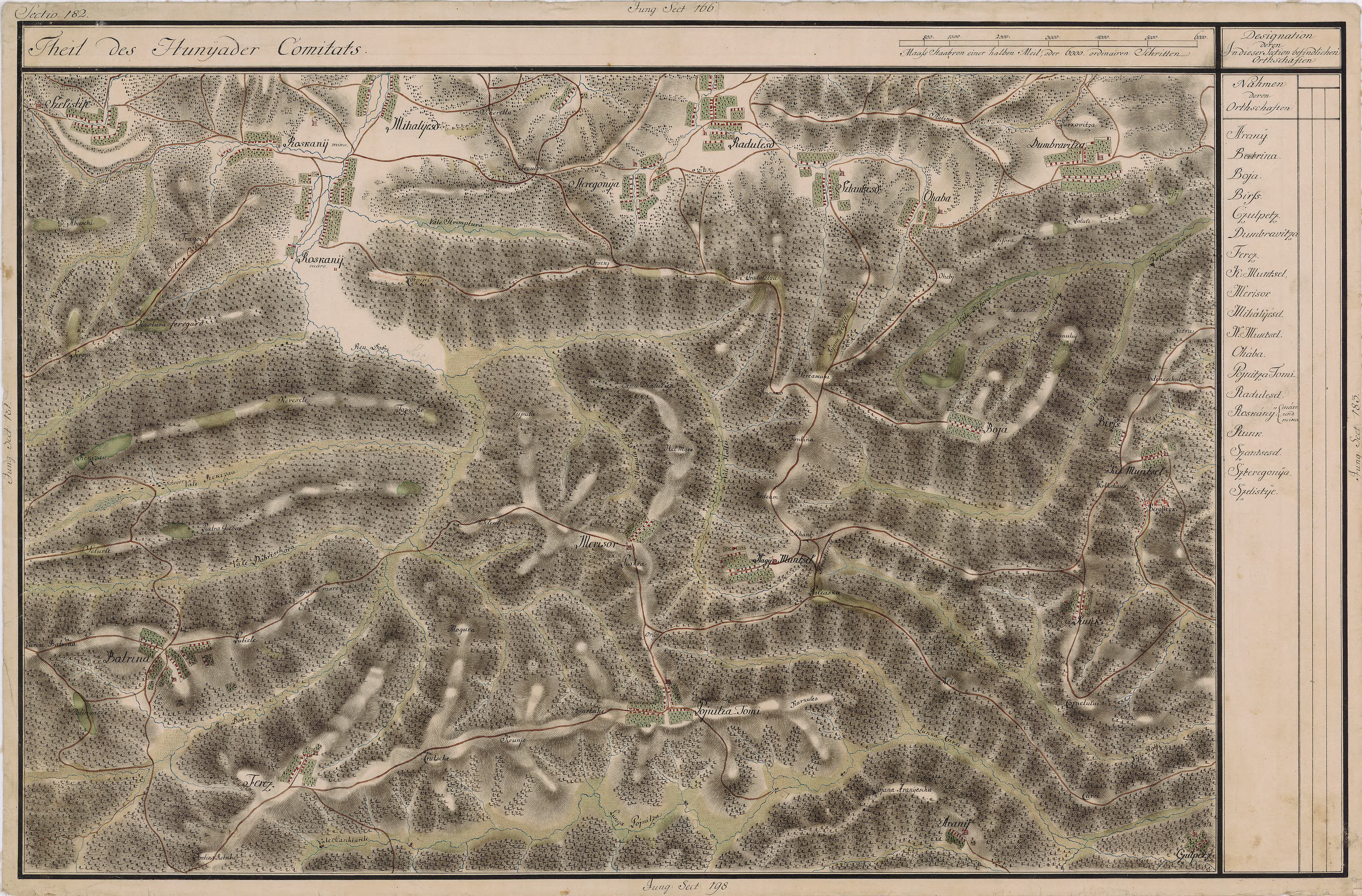
Stâncești-Ohaba în Harta Iosefină a Transilvaniei, 1769-1773